# Thomas Michael McMillan
Hon. Thomas Michael McMillan, PC (* 15. Oktober 1945 in Charlottetown, Prince Edward Island) ist ein kanadischer Politiker der Progressiv-konservativen Partei Kanadas, der unter anderem zwischen 1979 und 1988 Mitglied des Unterhauses sowie von 1985 bis 1988 Umweltminister im 24. Kabinett Kanadas war.

## Leben
Thomas Michael McMillan, der als Politikwissenschaftler tätig, wurde bei der Unterhauswahl am 22. Mai 1979 für die Progressiv-konservative Partei Kanadas als Nachfolger seines Parteifreundes Heath MacQuarrie, der Mitglied des Senats wurde, im Wahlkreis Hillsborough mit 8338 Stimmen erstmals zum Mitglied des Unterhauses des Unterhauses gewählt und gehörte diesem nach seinen Wiederwahlen am 18. Februar 1980 mit 7128 Stimmen und am 4. September 1984 mit 9158 Stimmen bis zu seiner Niederlage bei der Unterhauswahl am 21. November 1988, als er gegen George Proud von der Liberalen Partei Kanadas mit 8638 Stimmen gegenüber 8897 Wählerstimmen unterlag. Während seiner Parlamentszugehörigkeit war McMillan zwischen April 1980 und 1983 zunächst umweltpolitischer Sprecher sowie vom 7. September 1983 bis September 1984 stellvertretender Vorsitzender der oppositionellen Fraktion der Progressiv-konservativen Partei.
Nach dem Wahlsieg seiner Partei bei der Unterhauswahl am 4. September 1984 war McMillan zwischen dem 17. September 1984 und dem 19. August 1985 zunächst Staatsminister für Tourismus im Ministerium für regionale industrielle Expansion und damit engster Mitarbeiter von Minister Sinclair Stevens. In dieser Zeit war er zwischen dem 17. September 1984 und dem 29. Januar 1989 Mitglied des Kabinettsausschusses für wirtschaftliche und regionale Entwicklung. Im Zuge einer Regierungsumbildung übernahm er als Nachfolger von Suzanne Blais-Grenier im 24. Kabinett Kanadas Umweltminister und bekleidete dieses Ministeramt bis zum 7. Dezember 1988, woraufhin Lucien Bouchard ihn ablöste. Er war ferner vom 13. September 1985 bis zum 29. Januar 1989 Mitglied der Kabinettsausschüsse für soziale Entwicklung, für Außen- und Verteidigungspolitik sowie für Kommunikation. Außerdem fungierte er zwischen Juli 1986 und 1988 als zuständiger Kabinettsminister für die Provinz Prince Edward Island. Nach seinem Ausscheiden aus Regierung und Parlament wurde er im August 1989 Generalkonsul in Boston.
Bei der Unterhauswahl am 25. Oktober 1993 kandidierte Thomas McMillan erneut im Wahlkreis Hillsborough, unterlag dabei mit 5269 Wählerstimmen jedoch deutlich erneut dem Liberalen George Proud, auf den 11.976 Stimmen entfielen. Bei der darauf folgenden Unterhauswahl am 2. Juni 1997 im Wahlkreis Peterborough, der bislang von seinem Parteifreund Bill Domm vertreten wurde. Dabei unterlag er jedoch mit 8757 Stimmen ebenfalls deutlich dem liberalen Bewerber Peter Adams, der 27.575 Wählerstimmen erhielt.

## Veröffentlichung
- Not my party. The rise and fall of Canadian Tories, from Robert Stanfield to Stephen Harper, Nimbus Publishing, Halifax 2016

## Weblink
- The Hon. Thomas Michael McMillan, P.C., M.P. In: Homepage des Unterhauses. Abgerufen am 2. März 2024 (englisch).